# Brian Swift
Brian Swift (* 1952 in County Waterford) ist ein früherer irischer Politiker der Fianna Fáil. Von 1987 bis 1989 war er Teachta Dála (Abgeordneter) im Dáil Éireann, dem Unterhaus des irischen Parlaments (Oireachtas).

## Leben
Swift studierte Rechtswissenschaften und war dann als Solicitor tätig. Er versuchte ohne Erfolg, bei den Wahlen zum Dáil Éireann 1981 und im November 1982 einen Sitz im Dáil für den Wahlkreis Waterford zu erringen. Bei den Wahlen 1987 konnte er dann in den Dáil einziehen. Diesen Sitz verlor er bei den nachfolgenden Wahlen 1989 wieder. Swift war auch kommunalpolitisch aktiv und 1986 sowie 1998 bis 1999 Bürgermeister in Waterford.